# Білий Бір
Білий Бір (пол. Biały Bór, нім. Baldenburg) — місто в північній Польщі.
На 31 березня 2014 року, у місті було 2 232 жителів.
Після Другої світової війни до знищеного міста в рамках акції Вісла було переселено багато українців. Сьогодні Білий Бір є одним із найбільших осередків українства в Польщі.

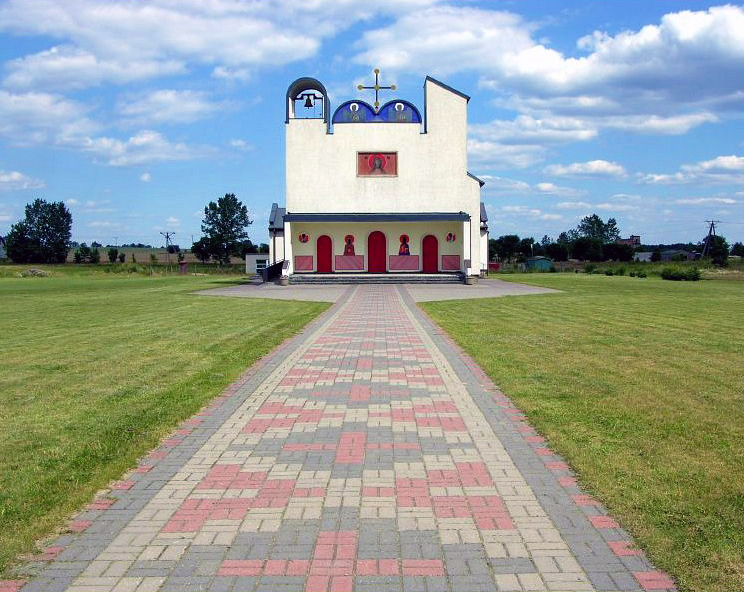
Церква Різдва Богородиці (Білий Бір)

В містечку діє 3-ступенева українська школа (початкова, гімназія, ліцей), діє греко-католицька церква Різдва Пресвятої Богородиці, збудована у 1992—1997 роках за оригінальним проектом Є.Новосельського за участю Б.Котарби.

## Демографія
Демографічна структура станом на 31 березня 2011 року:
|          | Загалом | Допрацездатний вік | Працездатний вік | Постпрацездатний вік |
| -------- | ------- | ------------------ | ---------------- | -------------------- |
| Чоловіки | 1091    | 206                | 790              | 95                   |
| Жінки    | 1170    | 239                | 718              | 213                  |
| Разом    | 2261    | 445                | 1508             | 308                  |